# Юнацька збірна Малаві з футболу (U-17)
Юнацька збірна Малаві з футболу (U-17) — національна футбольна збірна Малаві, що складається із гравців віком до 17 років. Керівництво командою здійснює Футбольна асоціація Малаві.
Головним континентальним турніром для команди є Юнацький (U-17) чемпіонат Африки з футболу, успішний виступ на якому дозволяє отримати путівку на Чемпіонат світу (U-17). Також може брати участь у товариських і регіональних змаганнях. Протягом 1980-х років функціонувала у форматі U-16.

## Виступи на міжнародних турнірах

### Чемпіонат світу (U-17)
| Статистика чемпіонатів світу (U-17) | Статистика чемпіонатів світу (U-17) | Статистика чемпіонатів світу (U-17) | Статистика чемпіонатів світу (U-17) | Статистика чемпіонатів світу (U-17) | Статистика чемпіонатів світу (U-17) | Статистика чемпіонатів світу (U-17) | Статистика чемпіонатів світу (U-17) | Статистика чемпіонатів світу (U-17) |
| Господар/Рік                        | Раунд                               | І                                   | В                                   | Н                                   | П                                   | Г+                                  | Г-                                  |                                     |
| ----------------------------------- | ----------------------------------- | ----------------------------------- | ----------------------------------- | ----------------------------------- | ----------------------------------- | ----------------------------------- | ----------------------------------- | ----------------------------------- |
| 1985                                | не брала участь                     | не брала участь                     | не брала участь                     | не брала участь                     | не брала участь                     | не брала участь                     | не брала участь                     |                                     |
| 1987                                | не брала участь                     | не брала участь                     | не брала участь                     | не брала участь                     | не брала участь                     | не брала участь                     | не брала участь                     |                                     |
| 1989                                | не брала участь                     | не брала участь                     | не брала участь                     | не брала участь                     | не брала участь                     | не брала участь                     | не брала участь                     |                                     |
| 1991                                | не брала участь                     | не брала участь                     | не брала участь                     | не брала участь                     | не брала участь                     | не брала участь                     | не брала участь                     |                                     |
| 1993                                | не брала участь                     | не брала участь                     | не брала участь                     | не брала участь                     | не брала участь                     | не брала участь                     | не брала участь                     |                                     |
| 1995                                | не кваліфікувалася                  | не кваліфікувалася                  | не кваліфікувалася                  | не кваліфікувалася                  | не кваліфікувалася                  | не кваліфікувалася                  | не кваліфікувалася                  |                                     |
| 1997                                | не брала участь                     | не брала участь                     | не брала участь                     | не брала участь                     | не брала участь                     | не брала участь                     | не брала участь                     |                                     |
| 1999                                | не кваліфікувалася                  | не кваліфікувалася                  | не кваліфікувалася                  | не кваліфікувалася                  | не кваліфікувалася                  | не кваліфікувалася                  | не кваліфікувалася                  |                                     |
| 2001                                | не кваліфікувалася                  | не кваліфікувалася                  | не кваліфікувалася                  | не кваліфікувалася                  | не кваліфікувалася                  | не кваліфікувалася                  | не кваліфікувалася                  |                                     |
| 2003                                | не кваліфікувалася                  | не кваліфікувалася                  | не кваліфікувалася                  | не кваліфікувалася                  | не кваліфікувалася                  | не кваліфікувалася                  | не кваліфікувалася                  |                                     |
| 2005                                | не брала участь                     | не брала участь                     | не брала участь                     | не брала участь                     | не брала участь                     | не брала участь                     | не брала участь                     |                                     |
| 2007                                | не кваліфікувалася                  | не кваліфікувалася                  | не кваліфікувалася                  | не кваліфікувалася                  | не кваліфікувалася                  | не кваліфікувалася                  | не кваліфікувалася                  |                                     |
| 2009                                | груповий етап                       | 3                                   | 0                                   | 0                                   | 3                                   | 1                                   | 7                                   |                                     |
| 2011                                | не брала участь                     | не брала участь                     | не брала участь                     | не брала участь                     | не брала участь                     | не брала участь                     | не брала участь                     |                                     |
| 2013                                | не кваліфікувалася                  | не кваліфікувалася                  | не кваліфікувалася                  | не кваліфікувалася                  | не кваліфікувалася                  | не кваліфікувалася                  | не кваліфікувалася                  |                                     |
| 2015                                | не брала участь                     | не брала участь                     | не брала участь                     | не брала участь                     | не брала участь                     | не брала участь                     | не брала участь                     |                                     |
| 2017                                | знялася                             | знялася                             | знялася                             | знялася                             | знялася                             | знялася                             | знялася                             |                                     |
| 2019                                | не кваліфікувалася                  | не кваліфікувалася                  | не кваліфікувалася                  | не кваліфікувалася                  | не кваліфікувалася                  | не кваліфікувалася                  | не кваліфікувалася                  |                                     |
| 2021                                | не визначено                        | не визначено                        | не визначено                        | не визначено                        | не визначено                        | не визначено                        | не визначено                        |                                     |
| Усього                              | Груповий етап                       | 3                                   | 0                                   | 0                                   | 3                                   | 1                                   | 7                                   |                                     |

### Юнацький чемпіонат Африки
| Юнацький (U-17) чемпіонат Африки | Юнацький (U-17) чемпіонат Африки | Юнацький (U-17) чемпіонат Африки | Юнацький (U-17) чемпіонат Африки | Юнацький (U-17) чемпіонат Африки | Юнацький (U-17) чемпіонат Африки | Юнацький (U-17) чемпіонат Африки | Юнацький (U-17) чемпіонат Африки | Юнацький (U-17) чемпіонат Африки |
| Господар/Рік                     | Раунд                            | І                                | В                                | Н                                | П                                | Г+                               | Г-                               |                                  |
| -------------------------------- | -------------------------------- | -------------------------------- | -------------------------------- | -------------------------------- | -------------------------------- | -------------------------------- | -------------------------------- | -------------------------------- |
| 1995                             | не кваліфікувалася               | не кваліфікувалася               | не кваліфікувалася               | не кваліфікувалася               | не кваліфікувалася               | не кваліфікувалася               | не кваліфікувалася               |                                  |
| 1997                             | не брала участь                  | не брала участь                  | не брала участь                  | не брала участь                  | не брала участь                  | не брала участь                  | не брала участь                  |                                  |
| 1999                             | не кваліфікувалася               | не кваліфікувалася               | не кваліфікувалася               | не кваліфікувалася               | не кваліфікувалася               | не кваліфікувалася               | не кваліфікувалася               |                                  |
| 2001                             | не кваліфікувалася               | не кваліфікувалася               | не кваліфікувалася               | не кваліфікувалася               | не кваліфікувалася               | не кваліфікувалася               | не кваліфікувалася               |                                  |
| 2003                             | не кваліфікувалася               | не кваліфікувалася               | не кваліфікувалася               | не кваліфікувалася               | не кваліфікувалася               | не кваліфікувалася               | не кваліфікувалася               |                                  |
| 2005                             | не брала участь                  | не брала участь                  | не брала участь                  | не брала участь                  | не брала участь                  | не брала участь                  | не брала участь                  |                                  |
| 2007                             | не кваліфікувалася               | не кваліфікувалася               | не кваліфікувалася               | не кваліфікувалася               | не кваліфікувалася               | не кваліфікувалася               | не кваліфікувалася               |                                  |
| 2009                             | четверте місце                   | 4                                | 1                                | 0                                | 3                                | 7                                | 9                                |                                  |
| 2011                             | не брала участь                  | не брала участь                  | не брала участь                  | не брала участь                  | не брала участь                  | не брала участь                  | не брала участь                  |                                  |
| 2013                             | не кваліфікувалася               | не кваліфікувалася               | не кваліфікувалася               | не кваліфікувалася               | не кваліфікувалася               | не кваліфікувалася               | не кваліфікувалася               |                                  |
| 2015                             | не брала участь                  | не брала участь                  | не брала участь                  | не брала участь                  | не брала участь                  | не брала участь                  | не брала участь                  |                                  |
| 2017                             | знялася                          | знялася                          | знялася                          | знялася                          | знялася                          | знялася                          | знялася                          |                                  |
| Усього                           | четверте місце                   | 4                                | 1                                | 0                                | 3                                | 7                                | 9                                |                                  |